# 1905國際人權電影節
1905國際人權電影節（英文：1905 International Human Rights Film Festival）是2016年於香港成立，為期八日的國際人權電影節。創辦人為香港知名社會運家李丹。2016年，1905國際人權電影節在香港成立總部，由社會企業1908有限公司主辦。
第一屆影展舉辦時間為2016年12月8日至18日。目前1905國際人權電影節已成為世界人權電影節網絡（Human Rights Film Network）（页面存档备份，存于）的會員機構。1905國際人權電影節主要的運作方式是向西方各國的使館、辦事處籌款活動經費，以及引進該國的人權電影，並推廣人權觀念為主。
1905國際人權電影節獲得的支持主要來自西方國家的使館，資金主要由捷克、瑞士和荷蘭三個國家的大使館捐助。捷克駐香港領事館是第一個捐款的大使館，捷克著名的天下一家（One World）國際人權電影節也提供了電影參展。捐款最多的是瑞士大使館，讓日內瓦國際人權電影節成為1905國際人權電影節的合作夥伴。另外美國大使館為此電影節提供了一部主流電影，奧斯卡影后凱特·布蘭琪2015年主演的劇情片《因為愛你》（Carol）。
1905國際人權電影節主要的任務為以故事片、紀錄片、短片等強而有力的影像敘事，促進社會對於人權的意識。嘗試為人權電影在東亞地區吸引更多的不同觀眾，創造更多的交流平台。推廣的電影議題包含原住民、難民、少數民族、LGBT、移民、法律正義等等。
2018年，為了紀念國際人權宣言70週年的來臨，1905國際人權電影節舉辦了一項比賽，邀請世界各地的新銳電影人以女權為主題拍攝短片，共計有70多個國家500多部的短片響應，包括來自敘利亞及伊拉克難民營的響應。最終有10部短片獲獎，頒獎儀式於12月10日國際人權日在英國駐香港總領事館內舉辦。並發起亞太人權電影人網絡。

## 命名的起源
根據創辦人李丹所說，身為滿族人，身為少數民族，他有意地要從一個被忽略的角度，即非大漢民族主義的角度解讀中國近代史。將1905或1908這樣的年代，以這樣的方式提出來，以彰顯滿洲民族對中國近代現代化轉型，曾做過但未得到漢族主流思想界承認的努力。因為這兩個年代都與清朝末年的現代化進程中一些重大歷史事件有關。
李丹之前所成立的1908書店，則是紀念滿清王朝在1908年推出中國的第一部憲法。而1905這一年，滿清政府派了五大臣出洋考察歐美各國政治體制，為行憲做準備，而該年中國第一部電影《定軍山》問世，因此也是中國電影的開創年。

## 發展方向
成為亞太地區人權電影人的平台，提供交流、合作、拓廣視野的機會；成為亞太地區與歐美及全世界人權電影人之間的橋樑，將人權電影領域的豐富資源引入亞太地區，並為越來越多的亞太人權電影人提供機會走上世界平台。

## 第一屆影展
時間：2016 年12月8日 至 2016 年12月18日
上映電影列表：
- 《我們的學校》：首映片。為一部羅馬尼亞的紀錄片，記述羅馬尼亞的吉普賽兒童在種族歧視的社會中如何艱難生存。

- 《英雄》（PAWO）：美國導演Marvin Litwak和藏人Sonam  Tseten合作導演的劇情片，講述一位藏人為了追求自由逃亡印度，後來又為了西藏的自由而自焚犧牲。
- 《流氓燕》：中國女權工作者葉海燕維權的記錄片。
- 《小荷》：由中國獨立電影製作人劉姝導演，描述一個追求自由精神但卻在現實中屢屢碰壁的女性電影。
- 《少年*小趙》：閉幕片。由法國出資北京獨立電影人杜海濱導演製作的紀錄片，該片持續拍攝一位1990後出生於山西的少年小趙五年，記錄這位青春少男是如何地被洗腦教育成為一個狂熱愛國者，然後他的愛國狂熱又如何被殘酷現實消退掉的真實過程。

## 第二屆電影節
第二屆電影節同時在香港和台灣（台北、台中、高雄）举办，邀請到日本導演周防正行（《嫌豬手事件簿》導演）出席。
時間：2018 年 5 月17 日 至 2018 年 5 月 27 日
開幕式在台灣大學圖書館舉辦。
上映電影列表：
- 《Tickling Giants》：美國紀錄片，關於埃及政治脫口秀節目主持人勇敢挑戰軍事獨裁政權的故事。台灣分場開幕片。
- 《嫌豬手事件簿》：日本劇情片，關於司法公正議題
- 《獵物新娘 》：德國紀錄片
- 《無處藏身》：瑞典紀錄片

## 外部連結
- 官方網站 （页面存档备份，存于）
- 1905國際人權電影節的Facebook專頁
- YouTube上的1905國際人權電影節頻道